# Wereldkampioenschap shorttrack 2004 (individueel)
Het Wereldkampioenschap shorttrack 2004 (individueel) werd van 19 t/m 21 maart 2004 verreden in Göteborg (Zweden).
Titelverdedigers waren de winnaars van 2003, Ahn Hyun-soo bij de mannen en Choi Eun-kyung bij de vrouwen. Beiden zijn afkomstig uit Zuid-Korea. Beiden verdedigden in Göteborg met succes hun titel.

## Eindklassement

### Mannen
|        | Naam                  | Land | pnt |
| ------ | --------------------- | ---- | --- |
| Goud   | Ahn Hyun-soo          | KOR  | 102 |
| Zilver | Song Suk-woo          | KOR  | 68  |
| Brons  | Li JiaJun             | CHN  | 29  |
| 4      | Li Ye                 | CHN  | 26  |
| 5      | Li Haonan             | CHN  | 26  |
| 6      | Jonathan Guilmette    | CAN  | 21  |
| 7      | Fabio Carta           | ITA  | 13  |
| 8      | Steve Robillard       | CAN  | 5   |
| 9      | Apolo Anton Ohno      | USA  | -   |
| 10     | Jean-François Monette | CAN  | -   |
| 20     | Wim De Deyne          | BEL  |     |
| 25     | Cees Juffermans       | NED  |     |

### Vrouwen
|        | Naam                | Land | pnt |
| ------ | ------------------- | ---- | --- |
| Goud   | Choi Eun-kyung      | KOR  | 84  |
| Zilver | Wang Meng           | CHN  | 60  |
| Brons  | Byun Chun-sa        | KOR  | 55  |
| 4      | Tian Yu Fu          | CHN  | 42  |
| 5      | Marta Capurso       | ITA  | 37  |
| 6      | Yuka Kamino         | JPN  | 13  |
| 7      | Alanna Kraus        | CAN  | 13  |
| 8      | Amelie Goulet-Nadon | CAN  | 8   |
| 9      | Xiao Lei Cheng      | CHN  | -   |
| 10     | Yvonne Kunze        | GER  | -   |
| 24     | Liesbeth Mau Asam   | NED  |     |

Wereldkampioenschap shorttrack (individueel)

Champaign 1976 · 
Grenoble 1977 · 
Solihull 1978 · 
Quebec 1979 · 
Milaan 1980 · 
Meudon 1981 · 
Moncton 1982 · 
Tokio 1983 · 
Peterborough 1984 · 
Amsterdam 1985 · 
Chamonix 1986 · 
Montreal 1987 · 
St. Louis 1988 · 
Solihull 1989 · 
Amsterdam 1990 · 
Sydney 1991 · 
Denver 1992 · 
Peking 1993 · 
Guildford 1994 · 
Gjövik 1995 · 
Den Haag 1996 · 
Nagano 1997 · 
Wenen 1998 · 
Sofia 1999 · 
Sheffield 2000 · 
Jeonju 2001 · 
Montreal 2002 · 
Polen 2003 · 
Göteborg 2004 · 
Peking 2005 · 
Minneapolis 2006 · 
Milaan 2007 · 
Gangneung 2008 · 
Wenen 2009 · 
Sofia 2010 · 
Sheffield 2011 · 
Shanghai 2012 · 
Debrecen 2013 · 
Montreal 2014 · 
Moskou 2015 · 
Seoel 2016 · 
Rotterdam 2017 · 
Montreal 2018 ·
Sofia 2019 ·
Seoel 2020 ·
Dordrecht 2021 ·
Montreal 2022 ·
Seoel 2023 ·
Rotterdam 2024 ·
Peking 2025
Wereldkampioenschap shorttrack (teams)

Seoul 1991 · 
Nobeyama 1992 · 
Boedapest 1993 · 
Cambridge 1994 · 
Zoetermeer 1995 · 
Lake Placid 1996 · 
Seoel 1997 · 
Bormio 1998 · 
St. Louis 1999 · 
Den Haag 2000 · 
Nobeyama 2001 · 
Milwaukee 2002 · 
Boedapest 2003 · 
Sint-Petersburg 2004 · 
Chuncheon 2005 · 
Montreal 2006 · 
Boedapest 2007 · 
Harbin 2008 · 
Heerenveen 2009 · 
Bormio 2010 · 
Warschau 2011
Wereldkampioenschappen shorttrack junioren

Seoel 1994 ·
Calgary 1995 ·
Courmayeur 1996 ·
Marquette 1997 ·
Saint Louis 1998 ·
Montreal 1999 ·
Székesfehérvár 2000 ·
Warschau 2001 ·
Chuncheon 2002 ·
Boedapest 2003 ·
Peking 2004 ·
Belgrado 2005 ·
Miercurea Ciuc 2006 ·
Mladá Boleslav 2007 ·
Bozen 2008 ·
Sherbrooke 2009 ·
Taipei 2010 ·
Courmayeur 2011 ·
Melbourne 2012 ·
Warschau 2013 ·
Erzurum 2014 ·
Osaka 2015 ·
Sofia 2016 ·
Innsbruck 2017 ·
Tomaszów Mazowiecki 2018 ·
Montreal 2019 ·
Bormio 2020 ·
Salt Lake City 2021 ·
Gdańsk 2022 ·
Dresden 2023 ·
Gdańsk 2024 ·
Calgary 2025